# City of God
City of God (malaiala: സിറ്റി ഓഫ് ഗോഡ്) é um filme de origem indiana lançado em 2011, dirigido por José Lijo Pellissery e escrito por Babu Janardhanan. O filme conta a história dos imigrantes de Tâmil Nadu, uma equipe de criminosos da terra da máfia na cidade de Kochi.
O filme não é um remake e nem tem nenhuma semelhança com partes do filme brasileiro Cidade de Deus, embora ambos os filmes usam estrutura não-linear da narrativa.

## Elenco
- Indrajith como Swarnavel
- Prithviraj como Jyothi Lal
- Rajeev Pillai como Sony Vadayaatil
- Rohini como Lakshmi
- Parvathi Menon como Marathakam
- Swetha Menon como Liji Punnose
- Rima Kallingal como Surya Prabha
- Arun Narayan como Shameen
- Rajesh Hebbar como Punnose
- Jagadish como Circle
- Anil Murali como Podiyadi Soman
- Sreehari como Babychan
- Kishore Sathya como Mehboob
- Sudheer Karamana como Nachimuthu